# کارمن (فیلم رائول والش ۱۹۱۵)
کارمن (انگلیسی: Carmen) یک فیلم صامت به کارگردانی رائول والش است که در سال ۱۹۱۵ منتشر شد. از بازیگران آن می‌توان به ثیدا بارا اشاره کرد. این فیلم در استودیوی کمپانی فاکس در فورت لی، نیوجرسی تصویربرداری شده و هیچ نسخه‌ای از آن باقی نمانده است.